# Michael Norton
Michael Norton är en amerikansk hårdrocksbasist. Michael Norron är bror till den framlidne KISS-gitarristen Mark St. John. Efter att Mark St. John lämnade KISS 1984 bildade de två bröderna bandet White Tiger. White Tiger släppte endast en skiva innan de slutade.
Michael följde med sin bror till bandet The Keep där den forne KISS-trummisen Peter Criss spelade trummor. Här blev det bara en demo innan de slutade.
Nu för tiden medverkar Norton på en del KISS-expos i USA där han spelar och pratar med KISS-fans.